# Timothy Michael Dolan
Timothy Michael Dolan (Saint Louis, 6 de fevereiro de 1950) é um cardeal estadunidense, arcebispo católico, da Arquidiocese de Nova Iorque.
Dolan desempenhou as funções de presidente da  Conferência dos Bispos Católicos dos Estados Unidos  (USCCB) de 2010 a 2013. Depois de ter sido nomeado cardeal pelo  Papa Bento XVI  em 2012, Dolan participou no  conclave papal de 2013  que elegeu  o Papa Francisco e na eleição de Papa Leão XIV.
Dolan é visto como representante dos  valores conservadores e tem uma personalidade carismática nos media. Anteriormente, desempenhou as funções de reitor do  Pontifício Colégio Norte-Americano  em Roma, de 1994 a 2001, de bispo auxiliar da  Arquidiocese de St. Louis  de 2001 a 2002 e de  Arcebispo de Milwaukee  de 2002 a 2009.

## Vida
Nascido 6 de fevereiro de 1950, o Timothy Michael Dolan foi o primeiro dos cinco filhos de Shirley Radcliffe Dolan e o falecido Robert Dolan. Em 1964, ele começou sua educação no seminário alta escola em St. Louis Preparatória do Seminário do Sul, em Shrewsbury, no estado de Missouri. No Seu seminário fundação continuou a Cardinal Glennon College, onde obteve um diploma de Bacharel em Artes em Filosofia. Ele então completou a sua formação sacerdotal no Pontifício Colégio Norte-americano em Roma  onde ele ganhou uma licença em Sagrada Teologia na Pontifícia Universidade de São Tomás de Aquino.
Foi ordenado sacerdote em 19 de junho de 1976. Ele, então, serviu como padre associado da Imaculada Freguesia em Richmond Heights no estado de Missouri, até 1979, quando começou os estudos para um doutorado em História da Igreja Americana na Universidade Católica da América. Antes de concluir o
doutorado, ele passou um ano pesquisando o falecido Arcebispo Edwin O'Hara, um dos fundadores da Associação Bíblica Católica. Vida e ministério do Arcebispo O'Hara foi o tema de tese de doutorado do arcebispo.
Em seu retorno a St. Louis, Dolan servido no ministério paroquial 1983-1987, período em que ele era também de ligação com o arcebispo John L. Maio na reestruturação dos programas universitários e teologia do sistema do seminário arquidiocesano. Em 1987, Dolan foi nomeado para um mandato de cinco anos como secretário da Nunciatura Apostólica de Washington. Quando ele voltou para St. Louis, em 1992, ele foi nomeado vice-reitor da Kenrick-Glennon Seminary, servindo também como diretor espiritual formação e professor de História da Igreja. Ele também foi professor adjunto de teologia na Universidade de Saint Louis.
Em 1994, ele foi nomeado reitor do Pontifício Colégio Norte-Americano em Roma, onde atuou até junho de 2001. Enquanto em Roma, ele também atuou como professor visitante de História da Igreja na Pontifícia Universidade Gregoriana e como membro do corpo docente do Departamento de Teologia Ecumênica na Pontifícia Universidade de São Tomás de Aquino. O trabalho de Dolan na área da educação seminarista tem influenciado a vida e o ministério de um grande número de sacerdotes do novo milênio.

## Episcopado
Em 19 de junho de 2001 - no seu 25.º aniversário de sua ordenação ao sacerdócio -  até então padre, Dolan foi nomeado Bispo Auxiliar de São Luís, pelo Papa João Paulo II. O novo Bispo Dolan escolheu para seu lema episcopal a profissão de fé de São Pedro: "IBIMUS QUEM ANÚNCIO" "Senhor, para quem iremos nós?" (Jo 6:68). Dolan atuou como presidente da Catholic Relief Services de janeiro de 2009 a novembro de 2010. Atualmente é membro do Conselho de Curadores da Universidade Católica da América. Ele também é membro do Pontifício Conselho para a Promoção da Nova Evangelização e o Pontifício Conselho para as Comunicações Sociais. Em 29 de junho de 2009, Dolan recebeu o pálio, símbolo de sua posse como arcebispo, do Papa Bento XVI, na Basílica de São Pedro. Em 16 de novembro de 2010 Dolan foi eleito presidente da Conferência dos Bispos Católicos dos Estados Unidos. Ele sucede o cardeal Francis George, de Chicago.

## Cardinalato
No dia 6 de janeiro de 2012, o Papa Bento XVI anunciou que Timothy Dolan era para ser nomeado para o Colégio dos Cardeais. Criado cardeal no Consistório de 18 de fevereiro de 2012.

## Controvérsias
O seu comportamento em relação aos casos de abuso sexual na Igreja foi alvo de muitas críticas.